# GeForce 400

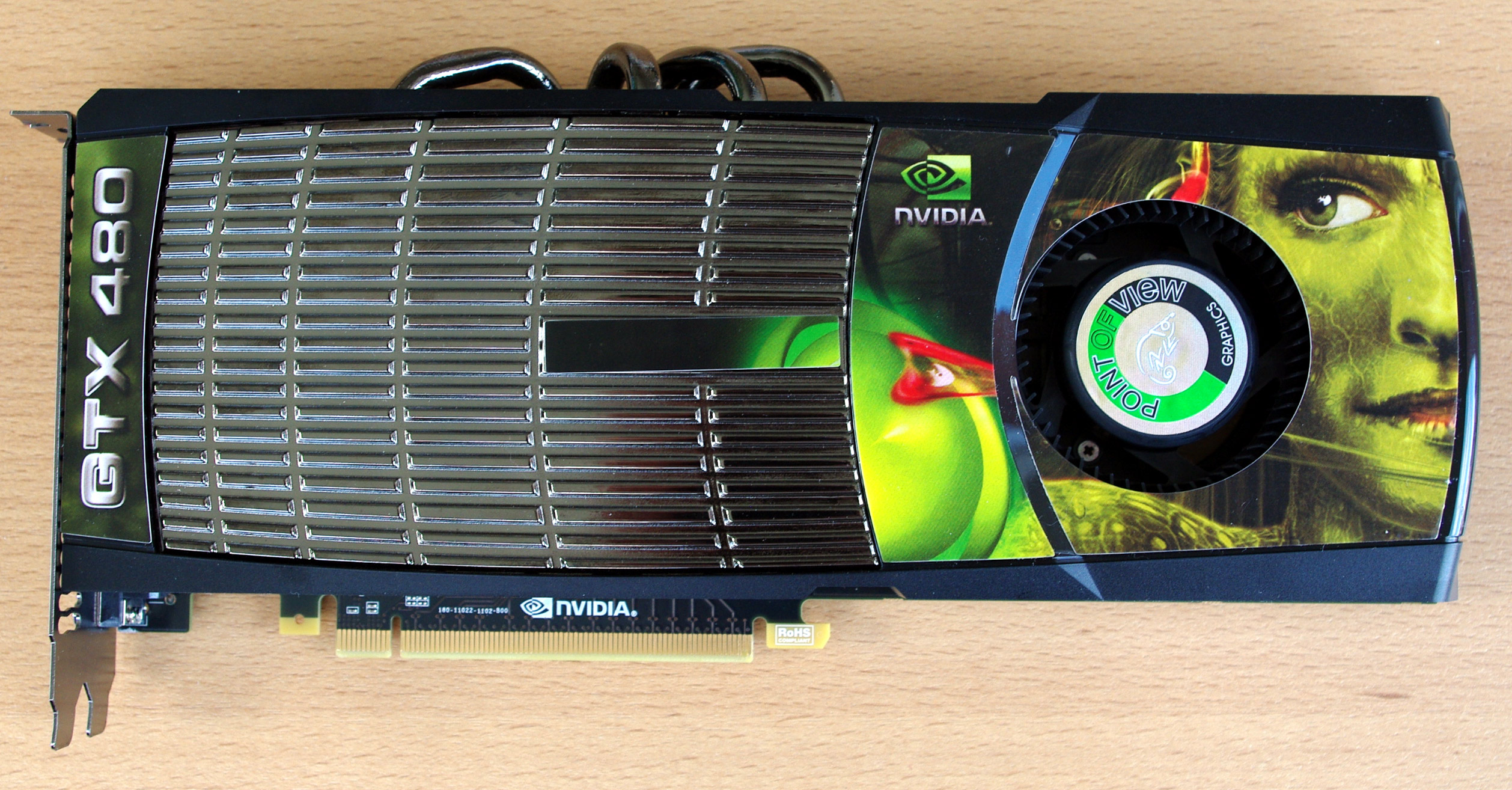
NVidia GeForce GTX480, vydána 26. března 2010, pro nejvyšší segment trhu.

GeForce 400 je jedenáctá generace grafických karet od společnosti NVIDIA. Tato série karet je založena na architektuře unifikovaných shaderů, které jsou oproti dřívějším částečně předělány pro GPGPU výpočty a vyšší výkon v počítačových hrách. První jádro GF100 bylo představeno v Q1 2010, následovalo GF104 v Q3 2010. Nově byla přidána podpora DirectX 10, Shader model 5, OpenGL 4.1 a OpenCL 1.1

## Popis
Řada GeForce 400 staví na inovované architektuře Fermi, která kromě standardních výpočtů je i pro použití v GPGPU prostředí. Proto obsahuje podporu EC pamětí, L2 cache a další. Řada obsahuje 4 jádra GF100, GF104, GF106 a GF108 (říjen 2010), všechna jsou vyráběna 40 nm procesem u TSMC.

## Podrobné info
- 1 Výrobcem uváděné TDP bohužel neodpovídá reálným hodnotám, proto je zde uveden i údaj skutečného TDP (je bráno z ext. odkazů a bohužel nejde o přesné, ale přibližné hodnoty).
- 2 Datum uvedených cen je z 21. října 2010
- 3 Zařazení do výkonnostní skupiny v době vydání.
- 4 GFLOPs = FMAD

| Připojitelné rozhraní | Počet jader | Podpora API | Podpora API  | Podpora API | Podpora API | Proces (nm) | Hardware T&L |
| Připojitelné rozhraní | Počet jader | DirectX     | Shader model | OpenGL      | OpenCL      | Proces (nm) | Hardware T&L |
| --------------------- | ----------- | ----------- | ------------ | ----------- | ----------- | ----------- | ------------ |
| PCIe 2.0 x16          | 1           | 11          | 5            | 4.1         | 1.1         | 40          | ano          |

| Název čipu | Vydáno             | Modely karet | Část trhu 3 | Jádro                       | Jádro              | Jádro    | Jádro           | Jádro   | Jádro | Jádro | Jádro          | Frekvence (MHz) | Frekvence (MHz) | Frekvence (MHz) | Frekvence (MHz) | Výkon                                       | Výkon          | Výkon        | Paměťová část | Paměťová část | Paměťová část      | Paměťová část        | TDP (W)     | TDP (W)   | Cena (USD) 2  | Cena (USD) 2   |
| Název čipu | Vydáno             | Modely karet | Část trhu 3 | Počet tranzistorů (milionů) | Plocha jádra (mm2) | SM bloky | SM bloky        | Shadery | TMU   | ROP   | Poměr jednotek | Čip             | Čip             | Paměti          | Paměti          | Teoretický výkon v Single Precision (FMAD)4 | Fillrate       | Fillrate     | Paměť (MiB)   | Typ pamětí    | Propustnost (GB/s) | Šířka sběrnice (bit) | 3D          | 3D        | Uváděcí (USD) | Prodejní (USD) |
| Název čipu | Vydáno             | Modely karet | Část trhu 3 | Počet tranzistorů (milionů) | Plocha jádra (mm2) | Počet    | Shader jednotky | Shadery | TMU   | ROP   | Poměr jednotek | Jádro           | Shadery         | Reálná          | Efektivní       | Teoretický výkon v Single Precision (FMAD)4 | Texture (GT/s) | Pixel (GP/s) | Paměť (MiB)   | Typ pamětí    | Propustnost (GB/s) | Šířka sběrnice (bit) | Specifikace | Reálná 1  | Uváděcí (USD) | Prodejní (USD) |
| ---------- | ------------------ | ------------ | ----------- | --------------------------- | ------------------ | -------- | --------------- | ------- | ----- | ----- | -------------- | --------------- | --------------- | --------------- | --------------- | ------------------------------------------- | -------------- | ------------ | ------------- | ------------- | ------------------ | -------------------- | ----------- | --------- | ------------- | -------------- |
| GF108      | 3. září 2010       | GT 420       | OEM         | 585                         | 116                | 1        | 48              | 48      | 8     | 4     | 12:2:1         | 700             | 1400            | 900             | 1800            | 134                                         | 5,6            | 2,8          | 2048          | GDDR3         | 28,8               | 128                  | 50          |           | OEM           |                |
| GF108      | 11. října 2010     | GT 430       | Nižší       | 585                         | 116                | 2        | 48              | 96      | 16    | 4     | 24:4:1         | 700             | 1400            | 900             | 1800            | 269                                         | 11,2           | 2,8          | 1024          | GDDR3         | 28,8               | 128                  | 49          | 75 – 85   | $79           |                |
| GF108      | 11. října 2010     | GT 430       | OEM         | 585                         | 116                | 2        | 48              | 96      | 16    | 4     | 24:4:1         | 700             | 1400            | 800             | 1600            | 269                                         | 11,2           | 2,8          | 2048          | GDDR3         | 25,6               | 128                  | 60          |           | OEM           |                |
| GF108      | 11. října 2010     | GT 430       | OEM         | 585                         | 116                | 2        | 48              | 96      | 16    | 4     | 24:4:1         | 700             | 1400            | 900             | 1800            | 269                                         | 11,2           | 2,8          | 2048          | GDDR3         | 28,8               | 128                  | 60          |           | OEM           |                |
| GF106      | 11. října 2010     | GT 440       | OEM         | 1170                        | 238                | 3        | 48              | 144     | 24    | 24    | 6:1:1          | 594             | 1189            | 900             | 1800            | 342                                         | 14,26          | 14,26        | 1536 3072     | GDDR5         | 43,2               | 192                  | 56          |           | OEM           |                |
| GF106      | 13. září 2010      | GT 450       | OEM         | 1170                        | 238                | 3        | 48              | 144     | 24    | 24    | 6:1:1          | 790             | 1580            | 1000            | 4000            | 455                                         | 18,96          | 18,96        | 1536          | GDDR5         | 96                 | 192                  | 106         |           | OEM           |                |
| GF106      | 13. září 2010      | GTS 450      | Střední     | 1170                        | 238                | 4        | 48              | 192     | 32    | 16    | 12:2:1         | 783             | 1566            | 902             | 3608            | 601                                         | 25,06          | 12,53        | 1024 2048     | GDDR5         | 57,73              | 128                  | 106+        | 133 – 143 | $129          |                |
| GF104      | 15. listopadu 2010 | GTX 460 SE   | Střední     | 1950                        | 368                | 6        | 48              | 288     | 48    | 32    | 9:1,5:1        | 650             | 1300            | 850             | 3400            | 748,8                                       | 31,2           | 20,8         | 1024          | GDDR5         | 108,8              | 256                  | 150         | 158 – 173 | $160 – $180   |                |
| GF104      | 12. července 2010  | GTX 460      | Střední     | 1950                        | 368                | 7        | 48              | 336     | 56    | 24    | 14:2,3:1       | 675             | 1350            | 900             | 3600            | 907                                         | 37,8           | 16,2         | 768           | GDDR5         | 86,4               | 192                  | 150+        | 158 – 173 | $199          | $169           |
| GF104      | 12. července 2010  | GTX 460      | Střední     | 1950                        | 368                | 7        | 48              | 336     | 56    | 32    | 10,5:1,75:1    | 675             | 1350            | 900             | 3600            | 907                                         | 37,8           | 21,6         | 1024 2048     | GDDR5         | 115,2              | 256                  | 160+        | 167 – 197 | $229          | $199           |
| GF100      | 31. května 2010    | GTX 465      | Vyšší       | 3000                        | 529                | 11       | 32              | 352     | 44    | 32    | 11:1,375:1     | 607             | 1214            | 801,5           | 3206            | 855                                         | 26,71          | 19,42        | 1024          | GDDR5         | 102,6              | 256                  | 200+        | 200 – 219 | $279          |                |
| GF100      | 26. března 2010    | GTX 470      | Vyšší       | 3000                        | 529                | 14       | 32              | 448     | 56    | 40    | 11,2:1,4:1     | 607             | 1214            | 837             | 3348            | 1089                                        | 34             | 24,28        | 1280          | GDDR5         | 133,9              | 320                  | 215+        | 259 – 273 | $349          | $259           |
| GF100      | 26. března 2010    | GTX 480      | Nejvyšší    | 3000                        | 529                | 15       | 32              | 480     | 60    | 48    | 10:1,25:1      | 700             | 1400            | 924             | 3696            | 1345                                        | 42             | 33,6         | 1536          | GDDR5         | 177,4              | 384                  | 250+        | 347 - 369 | $499          |                |
| Název čipu | Vydáno             | Modely karet | Část trhu 3 | Počet tranzistorů (milionů) | Plocha jádra (mm2) | Počet    | Shader jednotky | Shadery | TMU   | ROP   | Poměr jednotek | Jádro           | Shadery         | Reálná          | Efektivní       | Teoretický výkon v Single Precision (FMAD)4 | Texture (GT/s) | Pixel (GP/s) | Paměť (MiB)   | Typ pamětí    | Propustnost (GB/s) | Šířka sběrnice (bit) | Specifikace | Reálná 1  | Uváděcí (USD) | Prodejní (USD) |
| Název čipu | Vydáno             | Modely karet | Část trhu 3 | Počet tranzistorů (milionů) | Plocha jádra (mm2) | SM bloky | SM bloky        | Shadery | TMU   | ROP   | Poměr jednotek | Čip             | Čip             | Paměti          | Paměti          | Teoretický výkon v Single Precision (FMAD)4 | Fillrate       | Fillrate     | Paměť (MiB)   | Typ pamětí    | Propustnost (GB/s) | Šířka sběrnice (bit) | 3D          | 3D        | Uváděcí (USD) | Prodejní (USD) |
| Název čipu | Vydáno             | Modely karet | Část trhu 3 | Jádro                       | Jádro              | Jádro    | Jádro           | Jádro   | Jádro | Jádro | Jádro          | Frekvence (MHz) | Frekvence (MHz) | Frekvence (MHz) | Frekvence (MHz) | Výkon                                       | Výkon          | Výkon        | Paměťová část | Paměťová část | Paměťová část      | Paměťová část        | TDP (W)     | TDP (W)   | Cena (USD) 2  | Cena (USD) 2   |